# Denis Odoi
Denis Frimpong Odoi (* 27. Mai 1988 in Leuven, Belgien) ist ein ghanaisch-belgischer Fußballspieler.

## Karriere

### Klub
Seine Karriere in der Jugend begann bei Stade Leuven, von wo er später zum RSC Anderlecht ging, diesen verließ er zur Saison 2004/05 um in die U17 des KRC Genk zu wechseln. Seine letzte Jugendstation absolvierte er ab der Saison 2005/06 dann bei Oud-Heverlee Löwen, wo er zur Saison 2006/07 auch in die erste Mannschaft hervorstieß. Von diesen wiederum wechselte Odoi zur Spielzeit 2009/10 zu VV St. Truiden. Sein ehemaliger Jugendklub RSC Anderlecht kaufte ihn anschließend zur Saison 2011/12 für eine Ablösesumme von 1,5 Mio. €. Mit diesen wurde er so zwei Mal Meister, sowie ein weiteres Mal Superpokalsieger. Zur Saison 2013/14 schloss er sich danach nun dem KSC Lokeren an, mit welchen er 2014 auch noch einmal den belgischen Pokal gewann.
Hiervon wechselte er wiederum zur Spielzeit 2016/17 für 1 Mio. € zum FC Fulham, mit denen er in der Saison 2021/22 Meister der Championship wurde. Er war aber in dieser Meistermannschaft zum Ende hin gar nicht mehr vertreten, weil er im Januar 2022 bereits zurück nach Belgien wechselte, wo er nun für den FC Brügge auflief, bei dem er einen Vertrag bis zum Ende der Saison 2023/24 unterschrieb. Im Rest der Saison 2021/22 bestritt er 14 von 15 möglichen Ligaspielen für Brügge, in denen er ein Tor schoss, sowie zwei Pokalspiele. In der nächsten Saison waren es 29 von 40 möglichen Ligaspielen, ein Pokalspiel, sieben Spiele in der Champions League sowie das gewonnene Spiel um den Supercup.
In der Saison 2023/24 waren es 24 von 40 möglichen Ligaspielen, in denen er zwei Tore schoss, drei Pokalspiele mit einem Tor und 12 Spiele im Europapokal. Die Saison endete mit dem Gewinn der belgischen Meisterschaft durch den FC Brügge. Ende Juni 2024 wechselte er zum Ligakonkurrenten Royal Antwerpen, bei dem er einen Vertrag mit einer Laufzeit von zwei Jahren unterschrieb. Dort bestritt er in seiner ersten Saison 28 von 41 möglichen Ligaspielen, in denen er ein Tor schoss, sowie vier Pokalspiele mit ebenfalls einem Tor.

### Nationalmannschaft
In den Jugend-Nationalmannschaften lief er stets für Belgien auf, erstmals wurde er im Februar 2011, in den Kader der Nationalmannschaft berufen. Kam dort bis zum Ende des Jahres aber nicht zum Einsatz. Sein erstes Spiel für die A-Nationalmannschaft bekam er schließlich bei einem 2:2-Freundschaftsspiel gegen Montenegro am 25. Mai 2012.
Im Oktober 2014 machte er dann erstmals Bemerkungen, auch für Ghana spielen zu können, weil sein bisheriger Einsatz kein offizielles Pflichtspiele gewesen wäre. Ein Jahr später kritisierte er Marc Wilmots dafür, dass er nicht bislang kein weiteres Mal in die Nationalmannschaft berufen wurde. Im Oktober 2018 während seiner Zeit bei Fulham, entschied er sich um und wollte nun doch wieder für Belgien spielen.
Schlussendlich wurde er dann doch endlich auch in den Kader der ghanaische A-Nationalmannschaft berufen und absolvierte bei einem 0:0 gegen Nigeria bei der Qualifikation für die Weltmeisterschaft 2022 somit auch sein erstes Pflichtspiel in einer Nationalmannschaft. Seitdem kam er einige weitere Male zum Einsatz. Er gehörte auch zum ghanaischer Kader bei der Weltmeisterschaft und spielte im zweiten Gruppenspiel. Beim Afrika-Cup 2024 wurde er in allen drei Gruppenspielen eingesetzt.

## Erfolge
- belgischer Meister: 2011/12, 2012/13 (RSC Anderlecht); 2021/22, 2023/24 (FC Brügge)
- Gewinner belgischer Pokal: 2013/14
- Gewinner belgischer Supercup: 2013, 2022